# 莫隆洛電波源參考目錄
莫隆洛電波源參考目錄是使用莫隆洛電波望遠鏡進行的408 MHz離散源調查，包含12,141個電波源的天體目錄。